# Victor Kande
Pour les articles homonymes, voir Kande (homonymie).
Victor Kande Betu Kumeso est un médecin congolais expert en trypanosomiase africaine ou maladie du sommeil. Il travaille au Programme National de Lutte contre la Trypanosomiase Humaine Africaine de l'université de Kinshasa.

## Formation
Kande étudie la médecine à l'université de Kinshasa. À l'âge de 27 ans, il est le seul médecin de 11 000 habitants de la province du Bandundu.

## Recherche
Kande est connu comme le « père de la maladie du sommeil ». Il est nommé directeur du programme de lutte contre la maladie du sommeil de la République démocratique du Congo et travaille au ministère de la Santé publique,. La trypanosomiase africaine touche de manière disproportionnée les populations de la République démocratique du Congo. La maladie est causée par Trypanosoma brucei et se présente généralement sous une forme chronique. Il étudie l'épidémiologie de la maladie du sommeil. Il est l’un des premiers à signaler la résurgence de la maladie du sommeil, appelant à davantage d’aide, à une collaboration entre les pays et à de meilleures installations de soins de santé et options de traitement.
Kande est le chercheur principal de plusieurs études sur de nouveaux traitements contre la trypanosomiase africaine. Il a étudié l'efficacité et l'innocuité du DB289 (en), qui est administré comme promédicament de la pentamidine. Il a également démontré un taux d'échec élevé avec le mélarsoprol et a étudié l'utilisation de la pafuramidine (en). Dans un pays où il y a peu de routes praticables ou d'hôpitaux, Kande et ses collègues ont recruté 400 personnes atteintes de Trypanosoma brucei à un stade avancé pour un essai sur le Fexinidazole parrainé par l'initiative Médicaments contre les maladies négligées,. L’étude a démontré que le fexinidazole est un traitement efficace contre la maladie du sommeil,. Les travaux sont publiés dans The Lancet et conduisent Kande à être décrit par le médecin Richard Lehman (en) comme le « véritable héros de la médecine »,,. Le fexinidazole reçoit un avis positif de l'Agence européenne des médicaments au titre de l'article 58 en novembre 2018  et il est enregistré en République démocratique du Congo en décembre 2018.
Kande étudie actuellement le SCYX-7158 (acoziborole) comme traitement à dose unique contre la trypanosomiase humaine africaine (THA) dans le cadre d'un essai clinique parrainé par l'initiative Médicaments contre les maladies négligées,.
Il recherche des partenariats innovants entre les secteurs privé et public, comme celui qui a conduit à la livraison du fexinidazole par DNDi.

## Prix et distinctions
En 2018, Kande est lauréat du prix Anne Maurer Cecchini du Forum de la santé de Genève.